# Pforte von Postojna
Die Pforte von Postojna (auch: Adelsberger Pforte, slowenisch: Postojnska vrata) ist ein Gebirgspass bei der Gemeinde Postojna (deutsch: Adelsberg) am Nordrand des Dinarischen Gebirges in Slowenien. Aufgrund ihrer Lage in dem schmalen Gebiet zwischen der oberen Adria und dem südost- und mitteleuropäischen Binnenland bildete die Pforte schon seit ältester Zeit einen wichtigen Gebirgspass im östlichen Alpenraum für den Zugang von und nach Italien.

## Geografie
Die Pforte hat eine Breite von rund 30 Kilometern, das Dinarische Gebirge kann hier in einer Höhe von 606 Metern überquert werden.
Im Süden begrenzen die Javorniki-Berge die Pforte, im Norden der Ternowaner Wald. Die Pforte von Postojna verbindet die Pannonische Tiefebene, den westlichen Balkan und die Ostalpen mit der nördlichen Küste der Adria und Norditalien. Eine etwas höhere Querung in diesem Raum ist das Plateau des Birnbaumer Waldes (Hrušica).
Die Bahnstrecke Spielfeld-Straß–Triest führt durch die Pforte, des Weiteren die slowenische Autobahn A1, von der am Pass von Razdrto die Schnellstraße H 4 abzweigt, die bis Nova Gorica an der Grenze zu Italien führt.

## Geschichte
Die Pforte wurde von der Bernsteinstraße auf dem Wege von der Ostsee zur Adria durchquert. Ebenso wurde die Pforte mit der Sage der Argonauten verknüpft: Danach sollen die Argonauten auf ihrer Reise die Donau, die Save und die Ljubljanica aufwärts und dann durch die Pforte von Postojna zur Adria gefahren sein.
Der griechische Geograf Strabon bezeichnet das Gebiet als Okra-Gebirge. Darunter sind der Berg Nanos und die umliegenden Regionen zu verstehen. Nach seinen Angaben siedelte hier der illyrische Stamm der Japoden. Zu römischer Zeit wurde die Pforte den Julischen Alpen zugerechnet. Hier lag die Grenze zwischen Italien und der Provinz Pannonien. Strabon berichtet, dass Frachtgüter von Aquileia aus auf Lastwagen durch das Okra-Gebirge nach Nauportus (Vrhnika) geschafft wurden. Von dort wurden sie per Schiff über die Flüsse Laibach und Save weiter nach Osten transportiert. Am Fuße des Nanos befand sich am Pass von Razdrto eine Station.
Da den Römern bewusst war, dass das Kerngebiet des Römischen Reiches hier leicht zugänglich war, wurde das Gebiet an dieser Stelle durch die Claustra Alpium Iuliarum, ein System von Straßen, Wällen und Wachtürmen geschützt, um potentielle Invasoren abzuwehren. Das Zentrum der Claustra war die Berg-Befestigung Ad Pirum im Birnbaumer Wald, welche die Via Gemina zwischen Emona (Ljubljana) und Aquileia in Norditalien kontrollierte. Die Adelsberger Pforte wurde zur Zeit der Völkerwanderung von den Goten, Hunnen und Langobarden durchquert, als sie in Italien einfielen.
Ungefähr um 600 besiedelte slawische Bevölkerung das Gebiet, sie überquerten die Pforte, um auf die Halbinsel von Istrien zu gelangen. Im Mittelalter und der frühen Neuzeit wurden eine Reihe von Burgen in der Pforte gebaut, zum Beispiel Höhlenburg Predjama, Prem und Sovič.
In den Jahren 1856–57 wurde die Bahnstrecke Spielfeld-Straß–Triest gebaut, um als Teilstück der österreichischen Südbahn Wien mit Ljubljana und Triest zu verbinden.